# Shche-2 (航空機)
シチェルバコフ Shche-2
- 用途：軽輸送機
- 設計者：アレクセイ・シチェルバコフ（Alexei Shcherbakov）
- 製造者：OKB-47
- 運用者：ソ連空軍、ポーランド空軍、ユーゴスラビア空軍、アエロフロート
- 初飛行：1942年
- 生産数：550機

シチェルバコフ Shche-2（Shcherbakov Shche-2、ロシア語: Ще-2）又はTS-1や「パイク」（"Pike"）という通称で知られる機種は、第二次世界大戦中にソ連空軍での運用を目的にして出された軽輸送機と連絡機を求める緊急の要求に合致するようにアレクセイ・シチェルバコフ（Alexei Shcherbakov）が設計し、第47設計局（OKB-47）で製造されたソビエト連邦の双発多用途機である。成功作であることが証明されると戦後も長年民間やソ連、数カ国の同盟国の空軍で運用され続けた。

## 設計と開発
ドイツのロシア侵攻によりソ連空軍が前線で使用する軽輸送機／多用途機を緊急に入手する必要性が判明した。以前はK・A・カリーニン記念試作設計局で働き、与圧キャビンやグライダーの設計作業の指導を行う前にはポリカールポフ I-153戦闘機の設計にも多大な影響を与えたアレクセイ・シチェルバコフ（Alexei Shcherbakov）がこの"TS-1"と命名された機体の設計と開発を指揮した。
半片持ち式の高翼単葉機であるTS-1は戦略物資を最小限にしか使用しないように設計され、その顕著に流線形な機体のほとんどが木製であった。エンジンは当時入手可能となったシュベツォフ M-11 星型エンジンを2基搭載した。イリューシン Il-2の降着装置と共にラボーチキン La-5の部品も流用されていた。この機体は固定尾輪式の降着装置と2枚の垂直尾翼を持っていた。
1942年遅くに初飛行を行い、1943年初めに初飛行を行ったShche-2と改名された機体は要求に合致する性能を有することが分かった。生産はA・S・ヤコヴレフ記念試作設計局のためにヴァレリー・チカロフが設立したOKB-47で1943年10月に始まったが、シチェルバコフが設計した機体の製造はシチェルバコフの管理下に移管された。

## 運用の歴史
Shche-2は16名までの兵員か航空救急仕様では11名の負傷者を搭乗させることができ、1.43メートル (4 ft 8 in)×1.64メートル (5 ft 5 in)までの大きさの貨物を搭載できた。また、この機体は航空搭乗員や航法士の訓練にも使用することができた。独ソ戦の前線で輸送と連絡任務に広範囲に使用され、目立たなかったが実利ある働きを見せた。
1945年に高出力化し108キロワット (145 hp)を発生するM-11FMエンジンを装着し改良された主翼を取り付けた改良型のShche-2TMが就役した。設計上では性能が向上していたが同年5月には戦争が終結してこの種の機体の必要性が薄れていたためにこの型を量産に移す決定はなされなかった。ディーゼルエンジンを装着した型が提案され1945年7月に試験飛行が行われたが、同様に量産はされなかった。
就役してから出力不足が判明したが依然として操縦は容易で信頼性の高さと整備の簡便さが評判のShche-2は戦争中にソ連軍で幅広く使用され、特にゲリラや赤軍パルチザンへの物資補給活動ではそうであった。Shche-2は空挺兵の輸送にも有用であることを実証した。
1946年の生産終了まで少なくとも550機のShche-2が生産されたと見積もられ、OKB-47工場はこの生産終了と共に閉鎖された。戦争終結後も数年にわたりこの機体はユーゴスラビアやポーランドの空軍で使用されるようになり、ソ連では輸送や救急搬送といった民間分野でも広範囲に使用された。加えてアエロフロートでも戦後に数年の間アントノフ An-2に代替されるまで幾つかのローカル路線の旅客輸送に使用された。

## 運用

### 民間運用
ソビエト連邦
- アエロフロート

### 軍事運用
ポーランド
- ポーランド空軍 – 1945–1947年に5機を使用[6]。

 ソビエト連邦
- ソ連空軍

 ユーゴスラビア
- ユーゴスラビア空軍 – 1945年に5機を受領し、1952年まで使用[7]。

## 要目
(Shche-2) 
- 乗員：2名
- 乗客：兵員16名又は担架11床まで
- 全長：14.27 m (46 ft 10 in)
- 全幅：20.54 m (67 ft 5 in)
- 翼面積：64 m2 (690 sq ft)
- 翼面荷重：53 kg/m² (11 lb/sq ft)
- 空虚重量：2,235 kg (4,927 lb)
- 最大離陸重量：3,700 kg (8,157 lb)
- 出力/重量比：0.05 kW/kg (0.03 hp/lb)
- エンジン：2 × シュベツォフ M-11d 星型エンジン、86 kW (115 hp)
- プロペラ：2枚ブレード
- 最大速度：155 km/h (96 mph; 84 kn)
- 航続距離：980 km (609 mi; 529 nmi)
- 巡航高度：3,000 m (9,843 ft)
- 上昇率：1.20 m/s (236 ft/min)
- 武装：無し